# Marsolan
Marsolan est une commune française située dans le nord du département du Gers en région Occitanie. Sur le plan historique et culturel, la commune est dans la Lomagne, une ancienne circonscription de la province de Gascogne ayant titre de vicomté, surnommée « Toscane française ».
Exposée à un climat océanique altéré, elle est drainée par l'Auchie et par divers autres petits cours d'eau. La commune possède un patrimoine naturel remarquable composé de deux zones naturelles d'intérêt écologique, faunistique et floristique.
Marsolan est une commune rurale qui compte 442 habitants en 2022, après avoir connu un pic de population de 1 323 habitants en 1806. Elle fait partie de l'aire d'attraction de Lectoure. Ses habitants sont appelés les Marsolanais ou  Marsolanaises.

## Géographie

### Localisation
Marsolan est une commune située en Gascogne sur l'Auchie.

### Communes limitrophes
Les communes limitrophes sont Blaziert, Castelnau-sur-l'Auvignon, Lagarde, Lectoure, La Romieu et Terraube.
|                          | La Romieu | Lagarde  |
| Castelnau-sur-l'Auvignon | Marsolan  | Lectoure |
| Blaziert                 | Terraube  |          |

### Géologie et relief
Marsolan se situe en zone de sismicité 1 (sismicité très faible).

### Hydrographie

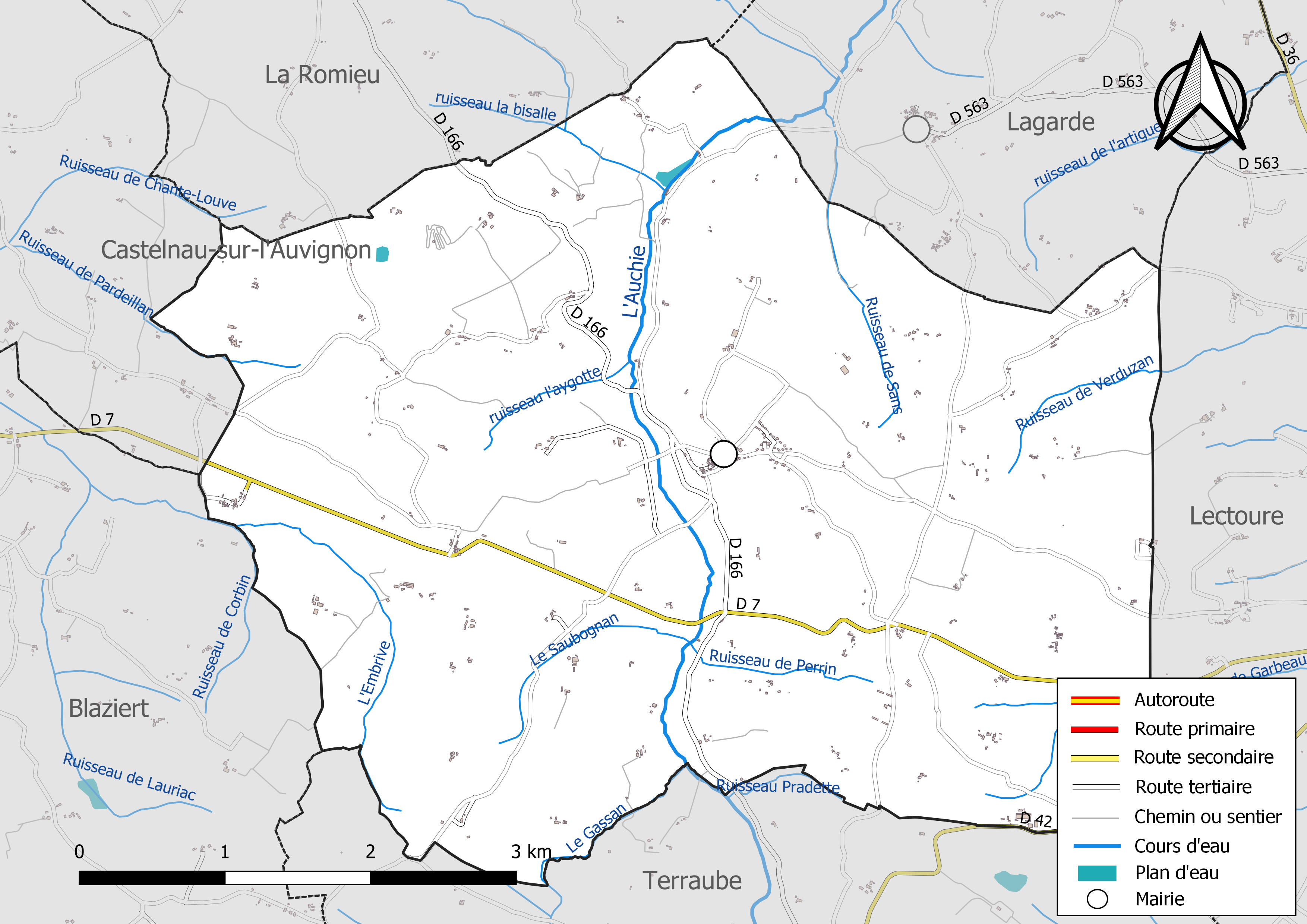
Réseaux hydrographique et routier de Marsolan.

La commune est dans le bassin de la Garonne, au sein du bassin hydrographique Adour-Garonne. Elle est drainée par l'Auchie, le Gassan, l'Embrive, le Saubognan, le ruisseau de Garbeau, le ruisseau de Pardeillan, le ruisseau de Perrin, le ruisseau de Sans, le ruisseau de Verduzan, le ruisseau la Bizalle, le ruisseau l'aygotte, le ruisseau Pradette et par divers petits cours d'eau, qui constituent un réseau hydrographique de 20 km de longueur totale,.
L'Auchie, d'une longueur totale de 15,7 km, prend sa source dans la commune de Terraube et s'écoule vers le nord. Il traverse la commune et se jette dans le Gers à Saint-Martin-de-Goyne, après avoir traversé 7 communes.

### Climat
Pour des articles plus généraux, voir Climat de l'Occitanie et Climat du Gers.
En 2010, le climat de la commune est de type climat du Bassin du Sud-Ouest, selon une étude s'appuyant sur une série de données couvrant la période 1971-2000. En 2020, Météo-France publie une typologie des climats de la France métropolitaine dans laquelle la commune est exposée à un climat océanique altéré et est dans la région climatique Aquitaine, Gascogne, caractérisée par une pluviométrie abondante au printemps, modérée en automne, un faible ensoleillement au printemps, un été chaud (19,5 °C), des vents faibles, des brouillards fréquents en automne et en hiver et des orages fréquents en été (15 à 20 jours).
Pour la période 1971-2000, la température annuelle moyenne est de 12,8 °C, avec une amplitude thermique annuelle de 15,3 °C. Le cumul annuel moyen de précipitations est de 740 mm, avec 10,3 jours de précipitations en janvier et 6,3 jours en juillet. Pour la période 1991-2020, la température moyenne annuelle observée sur la station météorologique la plus proche, située sur la commune de Condom à 13 km à vol d'oiseau, est de 13,9 °C et le cumul annuel moyen de précipitations est de 703,8 mm,. Pour l'avenir, les paramètres climatiques de la commune estimés pour 2050 selon différents scénarios d'émission de gaz à effet de serre sont consultables sur un site dédié publié par Météo-France en novembre 2022.

### Milieux naturels et biodiversité
L’inventaire des zones naturelles d'intérêt écologique, faunistique et floristique (ZNIEFF) a pour objectif de réaliser une couverture des zones les plus intéressantes sur le plan écologique, essentiellement dans la perspective d’améliorer la connaissance du patrimoine naturel national et de fournir aux différents décideurs un outil d’aide à la prise en compte de l’environnement dans l’aménagement du territoire.
Une ZNIEFF de type 1 est recensée sur la commune :
le « plateau de Marsolan » (621 ha), couvrant 2 communes du département et une ZNIEFF de type 2, : 
l'« ensemble de tulipes et messicoles de Marsolan à la Romieu » (3 318 ha), couvrant 6 communes du département.

Carte des ZNIEFF de type 1 et 2 à Marsolan.
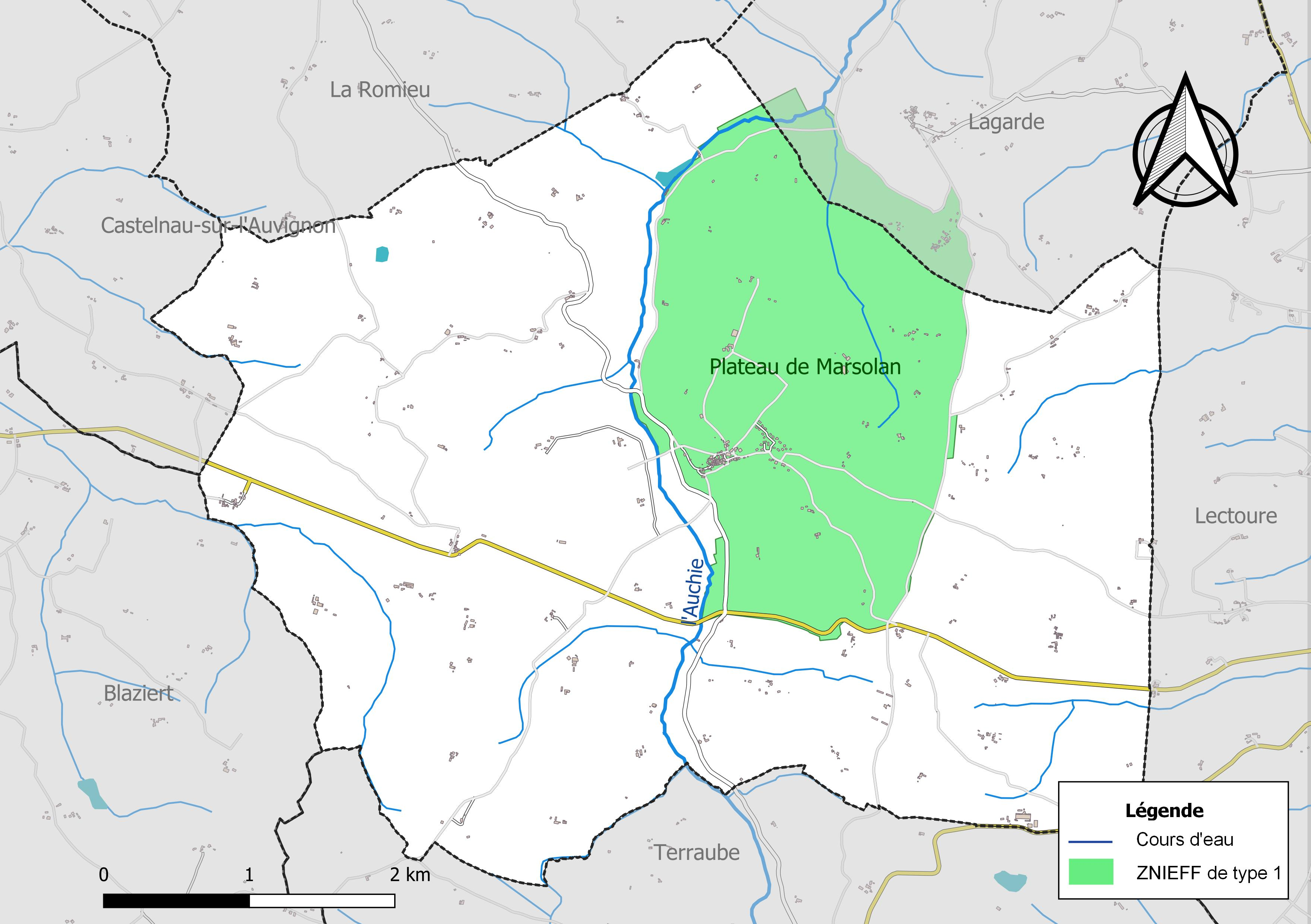
Carte de la ZNIEFF de type 1 sur la commune.
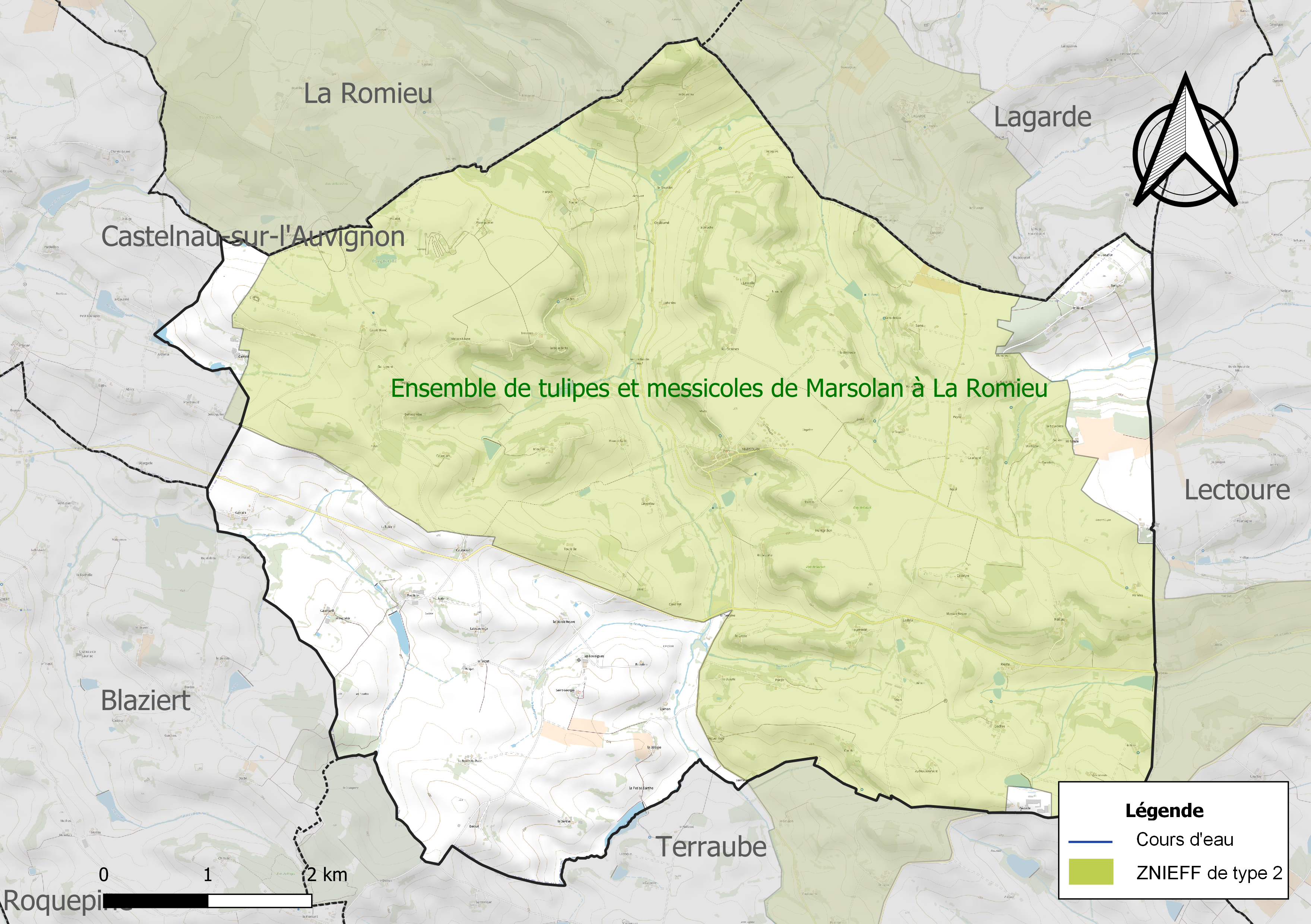
Carte de la ZNIEFF de type 2 sur la commune.

## Urbanisme

### Typologie
Au 1er janvier 2024, Marsolan est catégorisée commune rurale à habitat très dispersé, selon la nouvelle grille communale de densité à sept niveaux définie par l'Insee en 2022.
Elle est située hors unité urbaine. Par ailleurs la commune fait partie de l'aire d'attraction de Lectoure, dont elle est une commune de la couronne,. Cette aire, qui regroupe 13 communes, est catégorisée dans les aires de moins de 50 000 habitants,.

### Occupation des sols
L'occupation des sols de la commune, telle qu'elle ressort de la base de données européenne d’occupation biophysique des sols Corine Land Cover (CLC), est marquée par l'importance des territoires agricoles (99,7 % en 2018), une proportion identique à celle de 1990 (99,7 %). La répartition détaillée en 2018 est la suivante : 
terres arables (69,7 %), zones agricoles hétérogènes (29 %), cultures permanentes (1 %), forêts (0,3 %). L'évolution de l’occupation des sols de la commune et de ses infrastructures peut être observée sur les différentes représentations cartographiques du territoire : la carte de Cassini (XVIIIe siècle), la carte d'état-major (1820-1866) et les cartes ou photos aériennes de l'IGN pour la période actuelle (1950 à aujourd'hui).

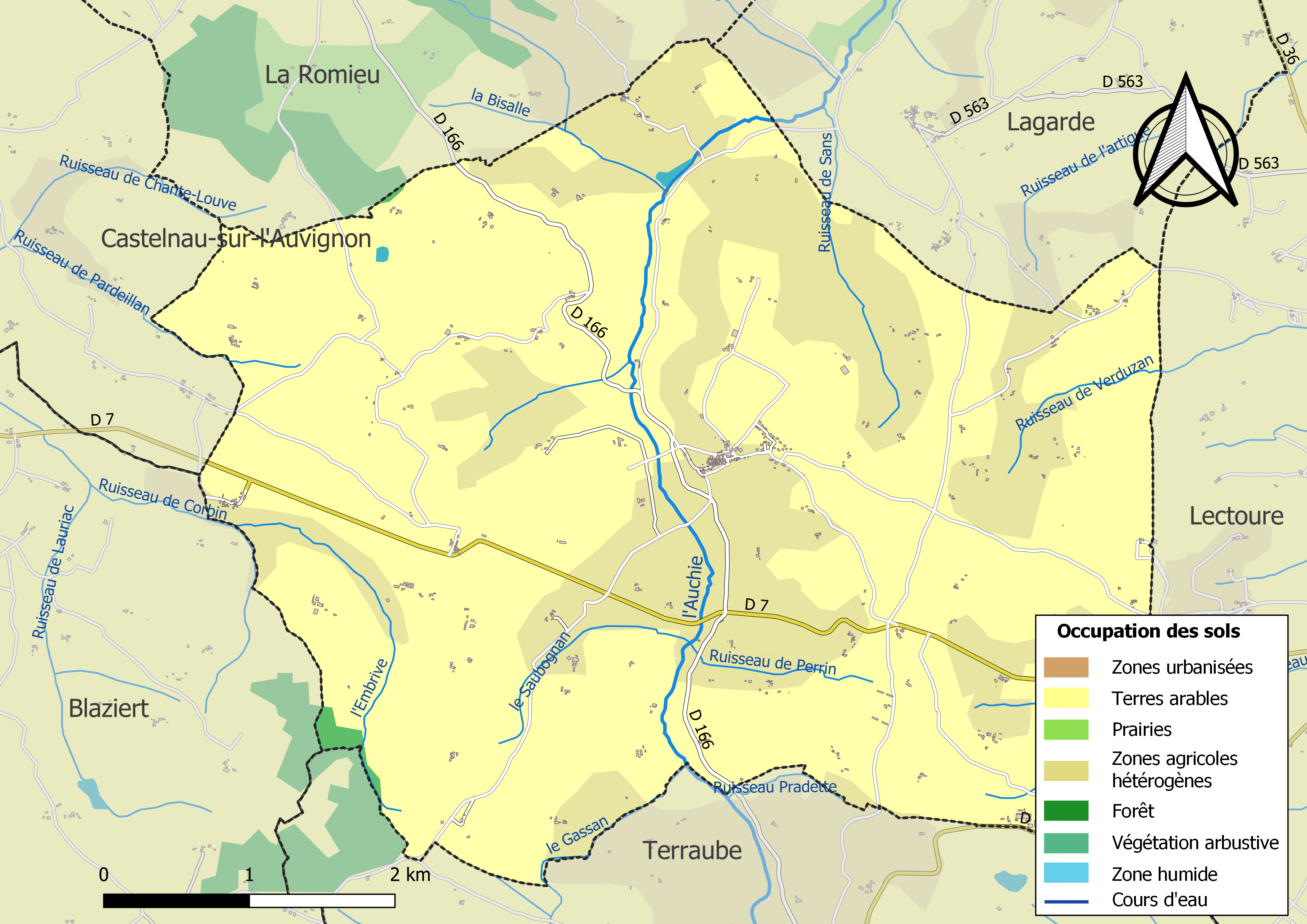
Carte des infrastructures et de l'occupation des sols de la commune en 2018 (CLC).

### Risques majeurs
Le territoire de la commune de Marsolan est vulnérable à différents aléas naturels : météorologiques (tempête, orage, neige, grand froid, canicule ou sécheresse) et séisme (sismicité très faible). Un site publié par le BRGM permet d'évaluer simplement et rapidement les risques d'un bien localisé soit par son adresse soit par le numéro de sa parcelle.

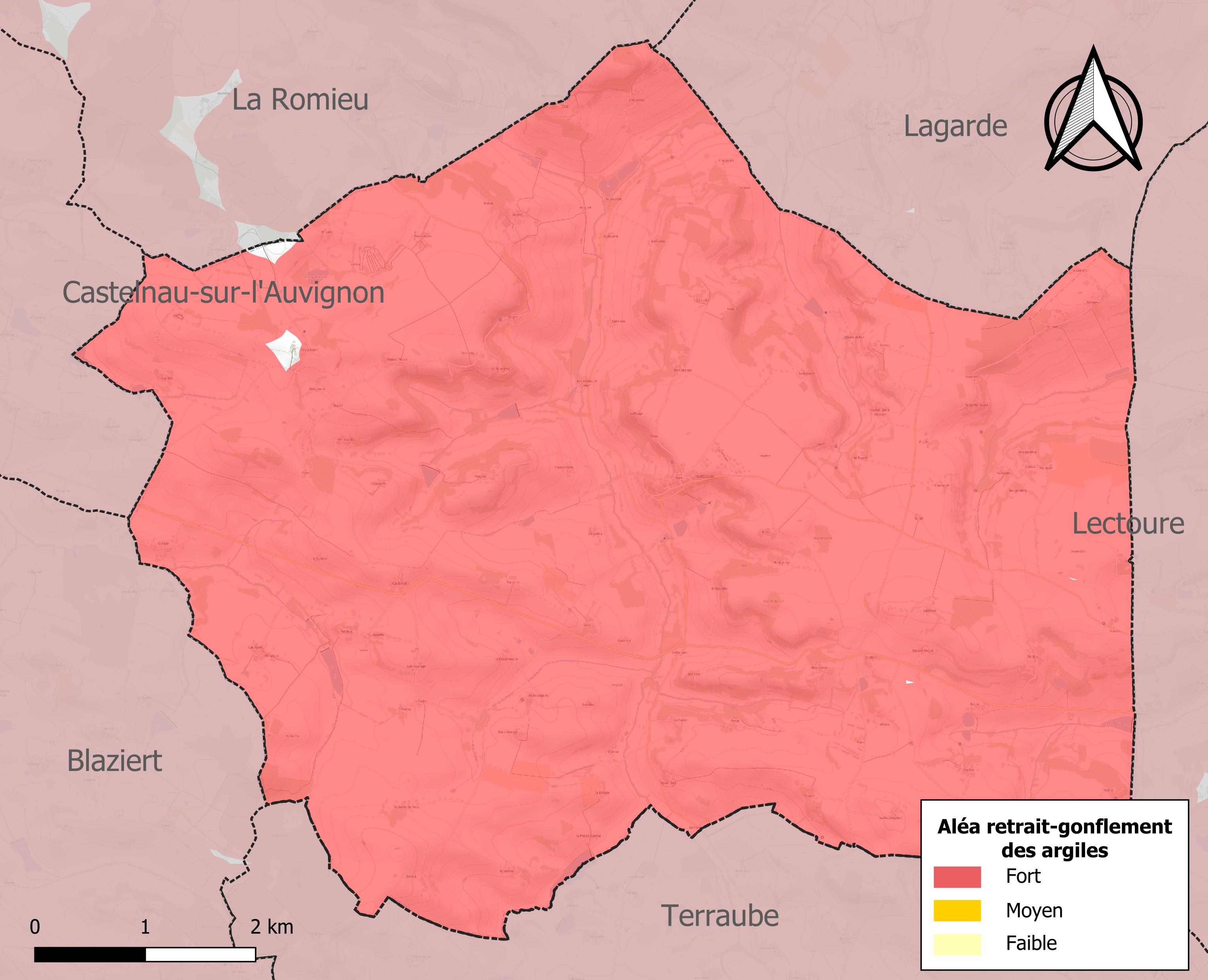
Carte des zones d'aléa retrait-gonflement des sols argileux de Marsolan.

Le retrait-gonflement des sols argileux est susceptible d'engendrer des dommages importants aux bâtiments en cas d’alternance de périodes de sécheresse et de pluie. 99,8 % de la superficie communale est en aléa moyen ou fort (94,5 % au niveau départemental et 48,5 % au niveau national). Sur les 265 bâtiments dénombrés sur la commune en 2019, 263 sont en aléa moyen ou fort, soit 99 %, à comparer aux 93 % au niveau départemental et 54 % au niveau national. Une cartographie de l'exposition du territoire national au retrait gonflement des sols argileux est disponible sur le site du BRGM,.
Par ailleurs, afin de mieux appréhender le risque d’affaissement de terrain, l'inventaire national des cavités souterraines permet de localiser celles situées sur la commune.
La commune a été reconnue en état de catastrophe naturelle au titre des dommages causés par les inondations et coulées de boue survenues en 1999, 2003, 2009 et 2018. Concernant les mouvements de terrains, la commune a été reconnue en état de catastrophe naturelle au titre des dommages causés par la sécheresse en 1989, 1991, 2003 et 2016 et par des mouvements de terrain en 1999.

## Politique et administration

### Liste des maires
| Période                                  | Période  | Identité          | Étiquette | Qualité                                                                              |
| ---------------------------------------- | -------- | ----------------- | --------- | ------------------------------------------------------------------------------------ |
| mars 2001                                | 2008     | Denise Barrieu    |           |                                                                                      |
| 2008                                     | En cours | Dominique Gonella | PS        | Agriculteur, conseiller départemental du canton de Lectoure-Lomagne depuis mars 2023 |
| Les données manquantes sont à compléter. |          |                   |           |                                                                                      |

## Démographie
L'évolution du nombre d'habitants est connue à travers les recensements de la population effectués dans la commune depuis 1793. Pour les communes de moins de 10 000 habitants, une enquête de recensement portant sur toute la population est réalisée tous les cinq ans, les populations de référence des années intermédiaires étant quant à elles estimées par interpolation ou extrapolation. Pour la commune, le premier recensement exhaustif entrant dans le cadre du nouveau dispositif a été réalisé en 2008.

En 2022, la commune comptait 442 habitants, en évolution de −4,95 % par rapport à 2016 (Gers : +1,04 %, France hors Mayotte : +2,11 %).
| 1793  | 1800  | 1806  | 1821  | 1831  | 1841  | 1846  | 1851  | 1856  |
| ----- | ----- | ----- | ----- | ----- | ----- | ----- | ----- | ----- |
| 1 250 | 1 079 | 1 323 | 1 312 | 1 304 | 1 258 | 1 242 | 1 206 | 1 187 |

| 1861  | 1866  | 1872  | 1876  | 1881 | 1886 | 1891 | 1896 | 1901 |
| ----- | ----- | ----- | ----- | ---- | ---- | ---- | ---- | ---- |
| 1 140 | 1 100 | 1 050 | 1 046 | 927  | 906  | 853  | 853  | 766  |

| 1906 | 1911 | 1921 | 1926 | 1931 | 1936 | 1946 | 1954 | 1962 |
| ---- | ---- | ---- | ---- | ---- | ---- | ---- | ---- | ---- |
| 751  | 714  | 612  | 634  | 595  | 593  | 549  | 591  | 520  |

| 1968 | 1975 | 1982 | 1990 | 1999 | 2006 | 2008 | 2013 | 2018 |
| ---- | ---- | ---- | ---- | ---- | ---- | ---- | ---- | ---- |
| 481  | 387  | 342  | 384  | 388  | 425  | 434  | 459  | 452  |

| 2022 | - | - | - | - | - | - | - | - |
| ---- | - | - | - | - | - | - | - | - |
| 442  | - | - | - | - | - | - | - | - |

## Économie

### Revenus
En 2018  (données Insee publiées en septembre 2021), la commune compte 181 ménages fiscaux, regroupant 440 personnes. La médiane du revenu disponible par unité de consommation est de 20 780 € (20 820 € dans le département).

### Emploi
|                | 2008  | 2013  | 2018  |
| -------------- | ----- | ----- | ----- |
| Commune        | 2,6 % | 5,9 % | 6,7 % |
| Département    | 6,1 % | 7,5 % | 8,2 % |
| France entière | 8,3 % | 10 %  | 10 %  |

En 2018, la population âgée de 15 à 64 ans s'élève à 269 personnes, parmi lesquelles on compte 78,1 % d'actifs (71,4 % ayant un emploi et 6,7 % de chômeurs) et 21,9 % d'inactifs,. Depuis 2008, le taux de chômage communal (au sens du recensement) des 15-64 ans est inférieur à celui de la France et du département.
La commune fait partie de la couronne de l'aire d'attraction de Lectoure, du fait qu'au moins 15 % des actifs travaillent dans le pôle,. Elle compte 70 emplois en 2018, contre 98 en 2013 et 96 en 2008. Le nombre d'actifs ayant un emploi résidant dans la commune est de 194, soit un indicateur de concentration d'emploi de 36 % et un taux d'activité parmi les 15 ans ou plus de 54,4 %.
Sur ces 194 actifs de 15 ans ou plus ayant un emploi, 47 travaillent dans la commune, soit 24 % des habitants. Pour se rendre au travail, 84 % des habitants utilisent un véhicule personnel ou de fonction à quatre roues, 1 % les transports en commun, 4,1 % s'y rendent en deux-roues, à vélo ou à pied et 10,8 % n'ont pas besoin de transport (travail au domicile).

### Activités hors agriculture
47 établissements sont implantés  à Marsolan au 31 décembre 2019. Le tableau ci-dessous en détaille le nombre par secteur d'activité et compare les ratios avec ceux du département,.
| Secteur d'activité                                                                                        | Commune | Commune | Département |
| Secteur d'activité                                                                                        | Nombre  | %       | %           |
| --- | ------- | ------- | ----------- |
| Ensemble                                                                                                  | 47      | 100 %   | (100 %)     |
| Industrie manufacturière, industries extractives et autres                                                | 9       | 19,1 %  | (12,3 %)    |
| Construction                                                                                              | 10      | 21,3 %  | (14,6 %)    |
| Commerce de gros et de détail, transports, hébergement et restauration                                    | 7       | 14,9 %  | (27,7 %)    |
| Information et communication                                                                              | 2       | 4,3 %   | (1,8 %)     |
| Activités financières et d'assurance                                                                      | 1       | 2,1 %   | (3,5 %)     |
| Activités immobilières                                                                                    | 3       | 6,4 %   | (5,2 %)     |
| Activités spécialisées, scientifiques et techniques et activités de services administratifs et de soutien | 7       | 14,9 %  | (14,4 %)    |
| Administration publique, enseignement, santé humaine et action sociale                                    | 4       | 8,5 %   | (12,3 %)    |
| Autres activités de services                                                                              | 4       | 8,5 %   | (8,3 %)     |

Le secteur de la construction est prépondérant sur la commune puisqu'il représente 21,3 % du nombre total d'établissements de la commune (10 sur les 47 entreprises implantées  à Marsolan), contre 14,6 % au niveau départemental.

### Agriculture
La commune est dans le « Haut-Armagnac », une petite région agricole occupant le centre du département du Gers. En 2020, l'orientation technico-économique de l'agriculture  sur la commune est la polyculture et/ou le polyélevage.
|               | 1988  | 2000  | 2010  | 2020  |
| ------------- | ----- | ----- | ----- | ----- |
| Exploitations | 53    | 42    | 28    | 28    |
| SAU (ha)      | 2 098 | 1 832 | 1 676 | 1 807 |

Le nombre d'exploitations agricoles en activité et ayant leur siège dans la commune est passé de 53 lors du recensement agricole de 1988  à 42 en 2000 puis à 28 en 2010 et enfin à 28 en 2020, soit une baisse de 47 % en 32 ans. Le même mouvement est observé à l'échelle du département qui a perdu pendant cette période 51 % de ses exploitations,. La surface agricole utilisée sur la commune a également diminué, passant de 2 098 ha en 1988 à 1 807 ha en 2020. Parallèlement la surface agricole utilisée moyenne par exploitation a augmenté, passant de 40 à 65 ha.

## Culture locale et patrimoine

### Lieux et monuments
- Château de Liet.
- Château des Bouzigues.
- Église Notre-Dame-du-Rosaire de Marsolan. L'église a été reconstruite au 16e siècle, le chœur absidal et les chapelles latérales nord ont été ajoutés au 19e siècle[29]. L'édifice est répertorié à l'Inventaire général Région Midi-Pyrénées[29]. Le site où se trouve l'église est inscrit depuis 1943[29].

## Le pèlerinage de Compostelle
Marsolan est situé sur le Gr 65, la via Podiensis du pèlerinage de Saint-Jacques-de-Compostelle du Puy-en-Velay à Saint-Jean-Pied-de-Port.
On vient de Lectoure pour continuer vers La Romieu.

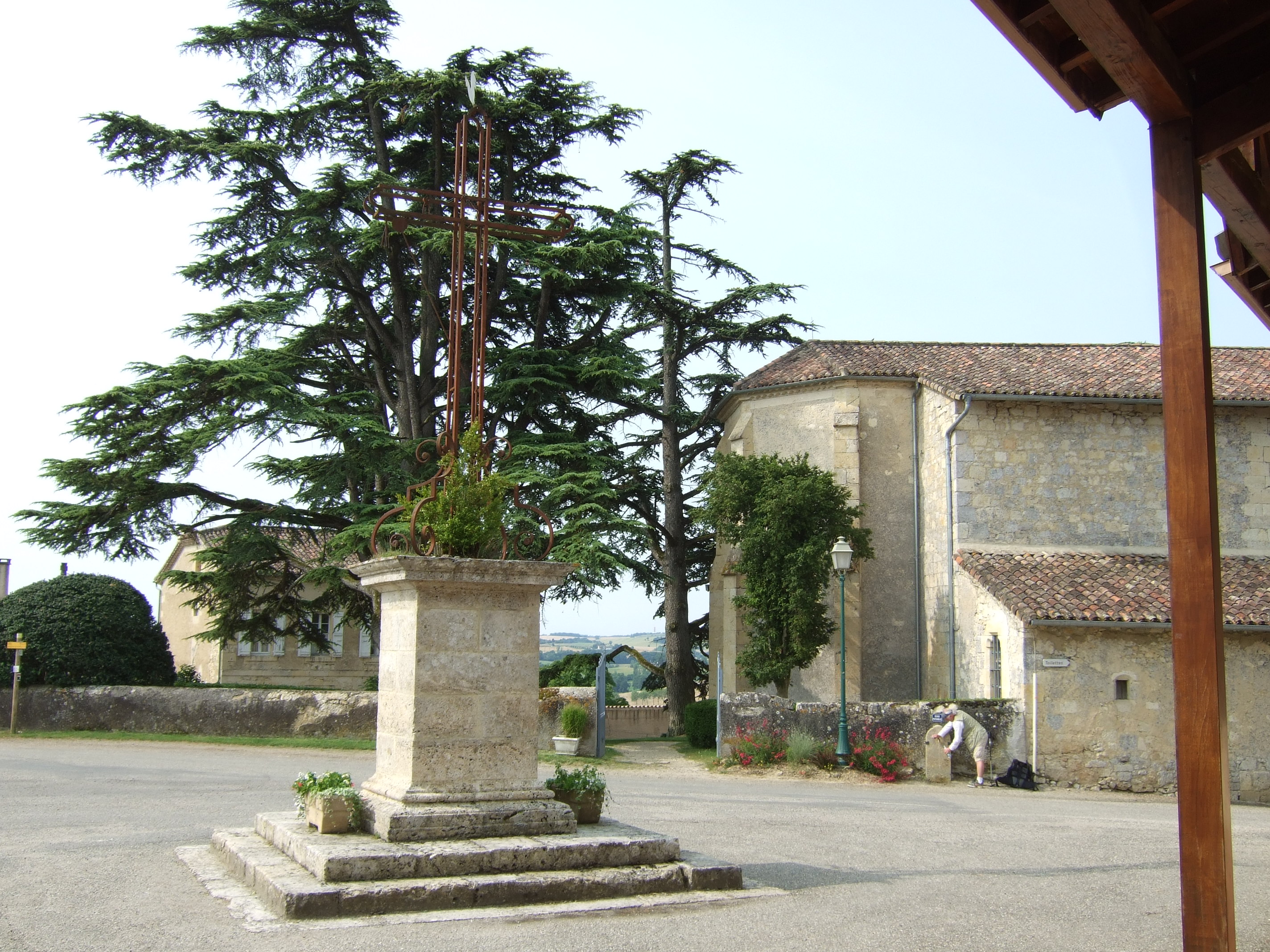
La place de l'église.
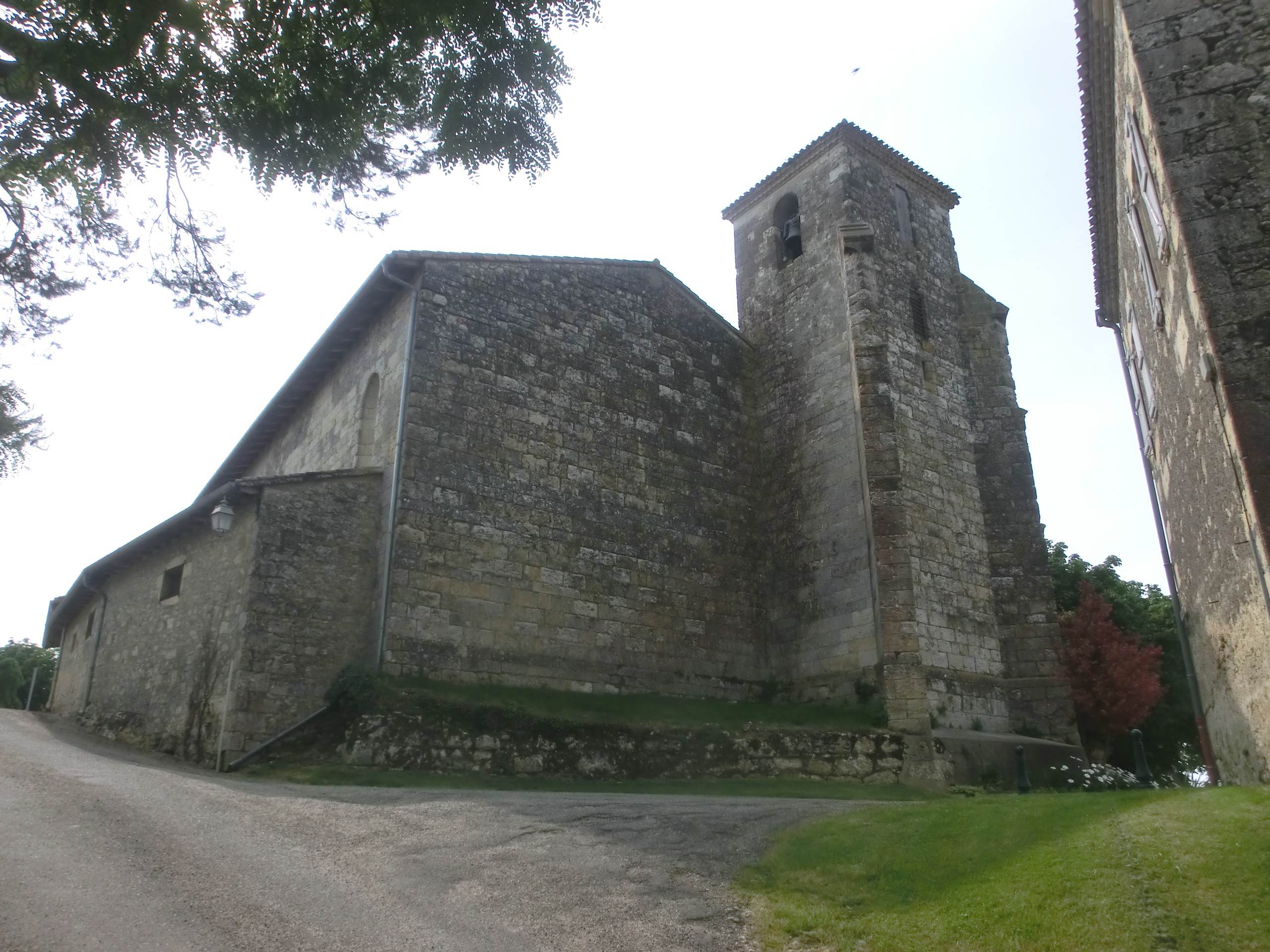
L'église.
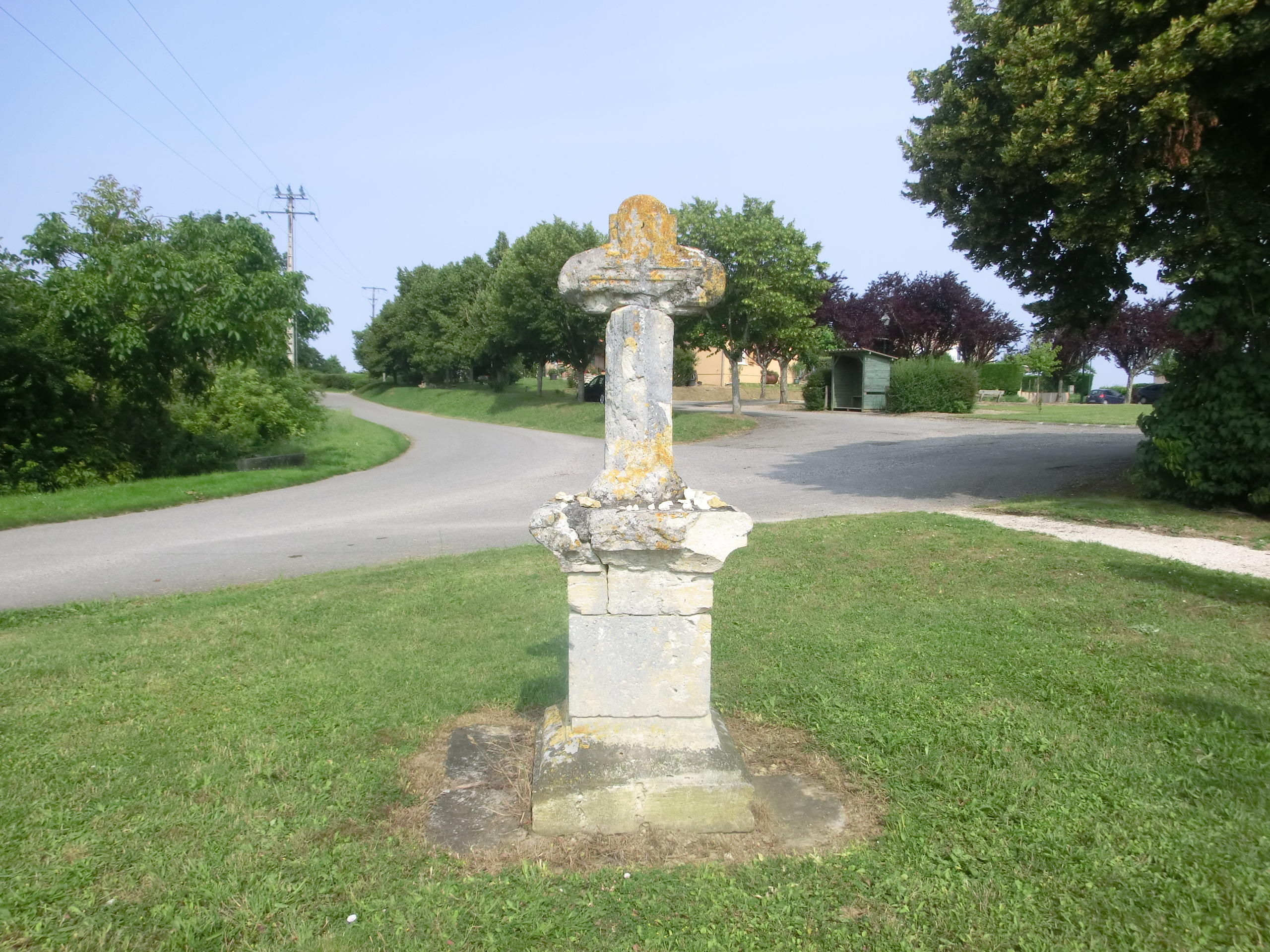

### Personnalités liées à la commune
- Alphonse Péphau (1837-1921), patron de presse et bienfaiteur des aveugles.
- Francis Bourgade, né le 6 mai 1944 à Marsolan, joueur de rugby à XV, champion de France de rugby à XV en 1967 avec l'US Montauban, troisième ligne centre (1,88 m, 95 kg).

## Héraldique
| Blason de Marsolan | Blason  | D'azur à un rocher d'argent mouvant de la pointe chargé d'un lion de gueules, surmonté d'une coquille d'or et accompagné en flancs de deux épis de blé tigés et feuillés du même. |
| Blason de Marsolan | Détails | Créé par JF Binon. Sur site Commune, 2024 |